# Agapostemon obscuratus
Agapostemon obscuratus is een vliesvleugelig insect uit de familie Halictidae. De wetenschappelijke naam van de soort is voor het eerst geldig gepubliceerd in 1869 door Cresson.